# Stefan Hering
Stefan Hering (* 27. November 1972) ist ein deutscher Filmregisseur, Filmproduzent und Drehbuchautor.

## Leben und Wirken
Stefan Hering wuchs im Ortsteil Lautern der Stadt Heubach (Baden-Württemberg) auf. Nach dem Abitur machte er eine Lehre zum Bankkaufmann. Dann studierte er zunächst Betriebswirtschaft. An der Hochschule für Fernsehen und Film München folgte ein Studium der Produktion und Medienwirtschaft. Als Abschlussarbeit legte er ein eigenes Regieprojekt vor, den mehrfach ausgezeichneten Mundart-Kurzfilm Moianacht. Parallel dazu schloss er sein BWL-Studium ab. An der Hamburg Media School absolvierte er bei Hark Bohm ein Aufbaustudium Regie. Dort entstanden drei weitere, preisgekrönte Kurzfilme.
Seither ist Stefan Hering als Regisseur tätig, als Produzent bei der Münchner Produktionsfirma Drei Wünsche sowie als Drehbuchautor und Story Editor bei Constantin TV.

## Filmografie (Auswahl)
- 2000: Moianacht (Drehbuch, Regie)
- 2002: Der Bildermacher (Regie)
- 2003: Eject (Regie)
- 2004: Neuland (Drehbuch, Regie)
- 2005–2008: Anschi & Karl-Heinz – Kinderserie (Drehbuch, Regie)
- 2006: Stadt Biberach an der Riß – Imagefilm (Regie)
- 2008: 1×1 des Rechts: Vom Knecht zum Bürger – Naturrecht und Aufklärung – Doku-Serie (Regie)
- 2008: 1×1 der Wirtschaft: Die unsichtbare Hand – Klassischer Liberalismus – Doku-Serie (Regie)
- 2007: Dahoam is Dahoam: Was bisher geschah (Regie)
- 2008: Dahoam is Dahoam: Was bisher geschah II (Regie)
- 2011: Ten – Sündige und du wirst erlöst (Drehbuch, Regie)
- 2012: Abseitsfalle (Regie)
- 2017: Leichtmatrosen – Drei Mann in einem Boot (Regie)
- 2019: Paradies und Großbaustelle – Gartenschauen im Südwesten (Drehbuch, Regie)
- 2021: Zwei ist eine gute Zahl (Regie zusammen mit Holger Borggrefe)

## Auszeichnungen
- für Der Bildermacher:
  - Slamdance Film Festival 2006
  - Medusa-Award Rom 2004
  - Best Work in Fiction Category, Int. Film Festival Pisek, 2004
  - 1. Preis Capalbio Int. Shortfilmfestival, Tuscany, Italie, 2004
  - 1. Preis OpenEyes Filmfest Marburg, Marburg, 2003
  - Sonderpreis der Jury B16 - Brno Sixteen, Int. Filmfest Brünn, Tschechien
- für Eject:
  - Publikumspreis Int. Film Festival Peking, 2004
  - 1. Preis UNIMOVIE Pescara, Italien 2004